# Szelężnik mniejszy

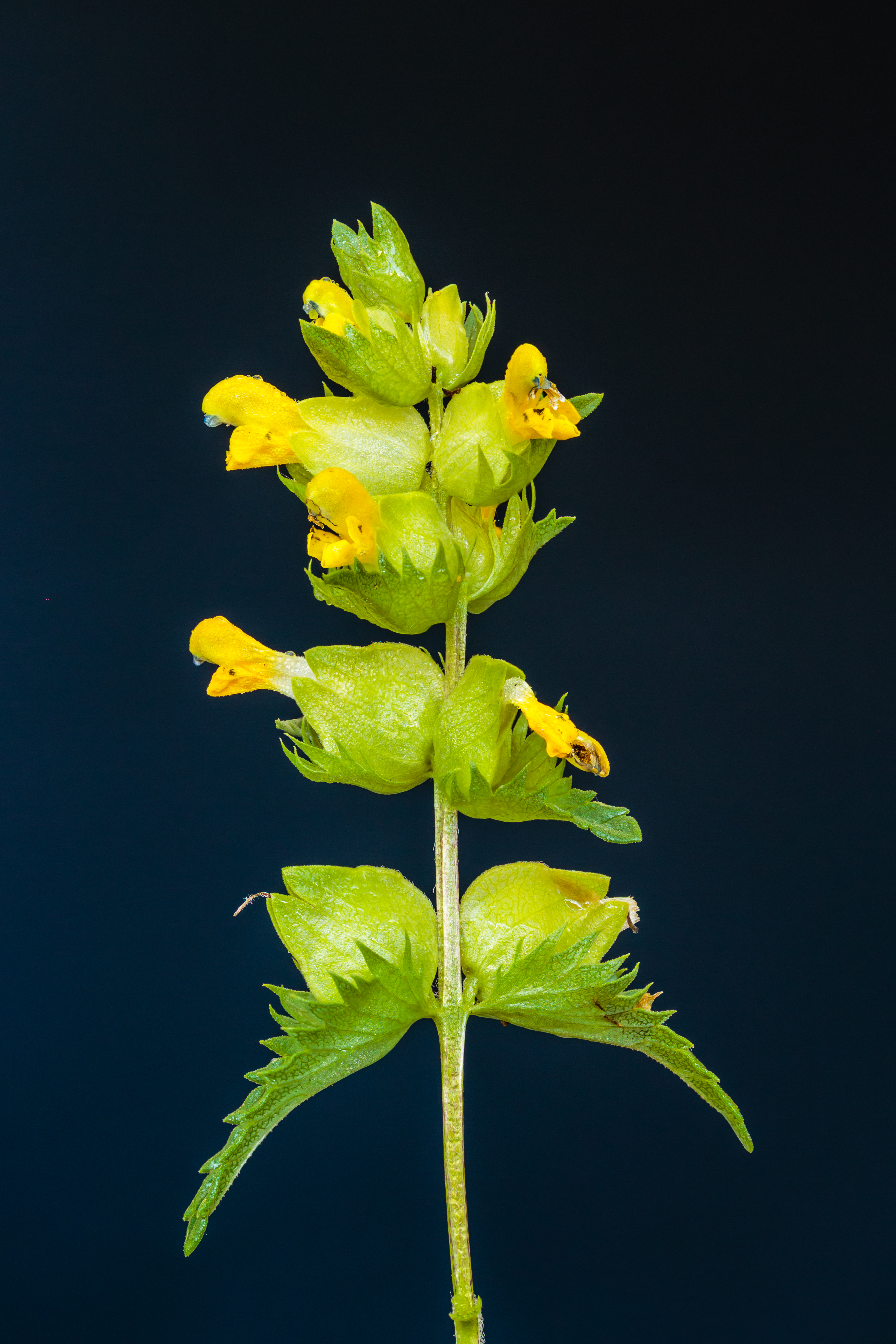
Kwiatostan

Szelężnik mniejszy (Rhinanthus minor) – gatunek rośliny z rodziny zarazowatych (Orobanchaceae). Występuje w Europie, zachodniej Azji i w Ameryce Północnej. W Polsce jest rozpowszechniony w znacznej części kraju. Jest ważnym biocenotycznie składnikiem łąk i muraw, ponieważ jako półpasożyt traw ogranicza ich rozwój, ułatwiając wzrost innym gatunkom kwiatowym. Z tego powodu jest kluczowym składnikiem odtwarzanych łąk, stosowany jest przy zakładaniu tzw. łąk kwietnych. Roślina wykorzystywana bywa jako lecznicza. Uznawana jest za lekko trującą, zwłaszcza dla koni. Jeśli nasiona zanieczyszczą ziarna zbóż – mogą pogorszyć smak mąki. Podobnie pogorszony smak mleka i masła może być skutkiem karmienia tym gatunkiem krów.

## Rozmieszczenie geograficzne
Zasięg gatunku obejmuje niemal całą Europę (jest rzadki i zanika na południowych krańcach kontynentu – nie występuje na wyspach Morza Śródziemnego, w południowej części Półwyspu Iberyjskiego, Apenińskiego i Bałkańskiego), rośnie w rejonie Kaukazu i w zachodniej Syberii oraz w północnej części Ameryki Północnej. Na kontynencie północnoamerykańskim gatunek jest rodzimy w jego północnej części (gdzie rośnie podgatunek R. minor subsp. borealis, wyodrębniany czasem jako osobny gatunek R. groenlandicus), podczas gdy w południowej Kanadzie i w Stanach Zjednoczonych obecny jest najwyraźniej zawleczony z sianem podgatunek europejski (R. minor subsp. minor). Gatunek jako introdukowany rośnie w Nowej Zelandii oraz za introdukowany uważany jest w północnej części Szwecji.
W Polsce opisywany jest jako generalnie pospolity lub częsty w wielu regionach. Według atlasu rozmieszczenia roślin w Polsce jest jednak rzadki w środkowej części kraju oraz na północnym zachodzie, a w środkowej części Pomorza brak jego stanowisk.

## Morfologia
Rośliny tego gatunku są bardzo zmienne pod względem szeregu cech, wykazują też dużą zmienność ekotypową; istotny wpływ na morfologię roślin mają żywiciele (także ich brak – okazy rosnące bez kontaktu z żywicielem mają bardzo rachityczne pędy).
PokrójRoślina zielna, o pędzie rozgałęzionym lub nie, prosto wzniesionym, osiągającym od 20 do 50 cm wysokości.
System korzeniowySłabo rozwinięty – roślina korzysta z korzeni żywicieli. Własne korzenie szelężnika w kontakcie z innymi tworzą przyssawkę o średnicy do 2 mm (w kontakcie z korzeniami różnych gatunków bywa ona mniejsza lub maksymalnie właśnie takiej wielkości).
ŁodygaCzterokanciasta, z kantami zaokrąglonymi. Zielona, ale często czarno kreskowana lub kropkowana. Za młodu dwustronnie i naprzemiennie pokryta luźnymi, długimi i skierowanymi w dół białymi włoskami. Z wiekiem łysiejąca.
LiścieUstawione parami naprzeciwlegle, siedzące. Wąsko lancetowate do lancetowatych, osiągają 2–3 cm długości i 0,5–0,8 cm szerokości. Blaszka u nasady jest najszersza, na szczycie wyciągnięta, na brzegach piłkowano ząbkowana, czasem całobrzega. Blaszka z wierzchu jest nieco szorstka – gęsto pokryta jest krótkimi, przylegającymi i skierowanymi ku szczytowi liścia szczecinkami. Na spodniej stronie owłosione są głównie nerwy, między nimi włoski są rzadkie.
KwiatyZebrane w kłosokształtne grono w górnej części pędów, przy czym poszczególne kwiaty wyrastają pojedynczo w kątach liściopodobnych przysadek. Przysadki różnią się od liści szerszą podstawą, mają ostro zakończone ząbki, z których dolne osiągają do 3 mm długości, a górne są nieco krótsze. Górne przysadki są szeroko trójkątne. Kwiaty rozwijają się na szypułkach do 2 mm długich. Kielich jest silnie spłaszczony, zielony, czasem czerwono nabiegły, złożony z czterech działek, na końcach o wolnych ząbkach osiągających do 2–3 mm długości (stanowiących do ok. 1/4–1/5 długości kielicha). Kielich jest zwykle nagi, jedynie na brzegu z rzadkimi i krótkimi włoskami. Korona kwiatu jest grzbiecista, dwuwargowa, żółta do żółtobrązowej, o długości od 12 do 15 mm. Rurka korony jest prosta. Górna warga jest sklepiona i pokryta krótkimi, gruczołowatymi włoskami. Na jej brzegu znajdują się dwa szersze niż dłuższe karby, osiągające zwykle do 0,5 mm (zawsze mniej niż 1 mm), żółte do fioletowych. Dolna warga nieco odstaje ku dołowi, przez co gardziel korony jest otwarta. Warga ta jest krótsza od górnej, trójklapowa, z klapami jajowatymi, podobnej wielkości, do 3 mm szerokimi i 2 mm długimi. Pręciki są dwusilne (dwa dłuższe, dwa krótsze), schowane w górnej wardze korony. Słupek składa się z eliptyczno jajowatej zalążni osiągającej 5–6 mm długości i 2–3 mm szerokości. Szyjka ze znamieniem zwykle także schowana jest w koronie, rzadziej wystaje.
OwoceTorebki spłaszczone bocznie, okrągławe, krótsze od kielicha i w nim ukryte (kielich rozrasta się, a później wysycha w czasie owocowania) (osiągają 9 mm długości i 11 mm szerokości). Torebki zawierają średnio 9–10 nasion. Nasiona są spłaszczone, dyskowate do nerkowato jajowatych, o długości 4,5–5,2 mm i szerokości 3,2–4 mm, zaopatrzone w skrzydełko o szerokości ok. 1 mm. Średnia masa nasiona wynosi według różnych źródeł 2,51 mg lub 2,84 mg.

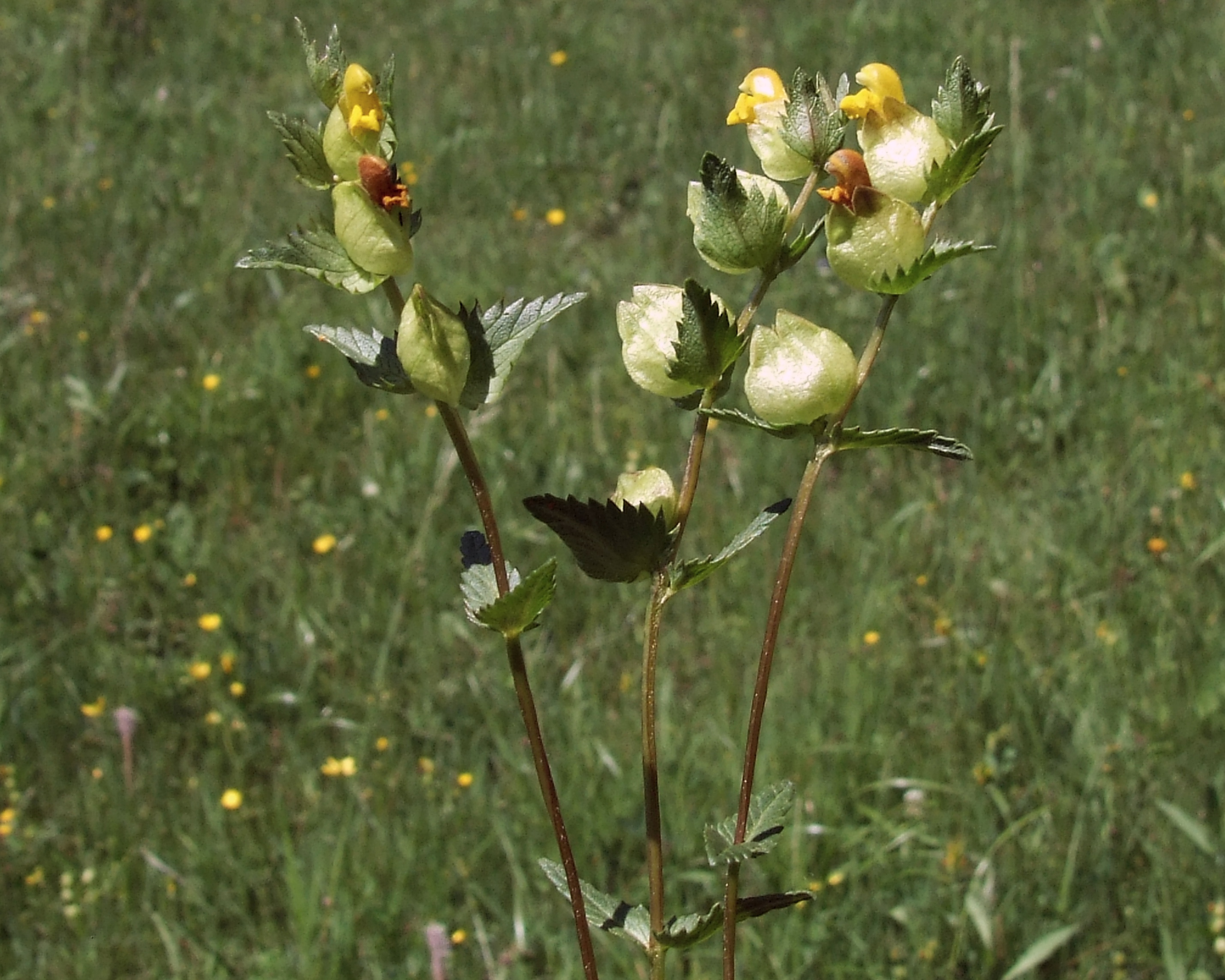
Kwitnące pędy
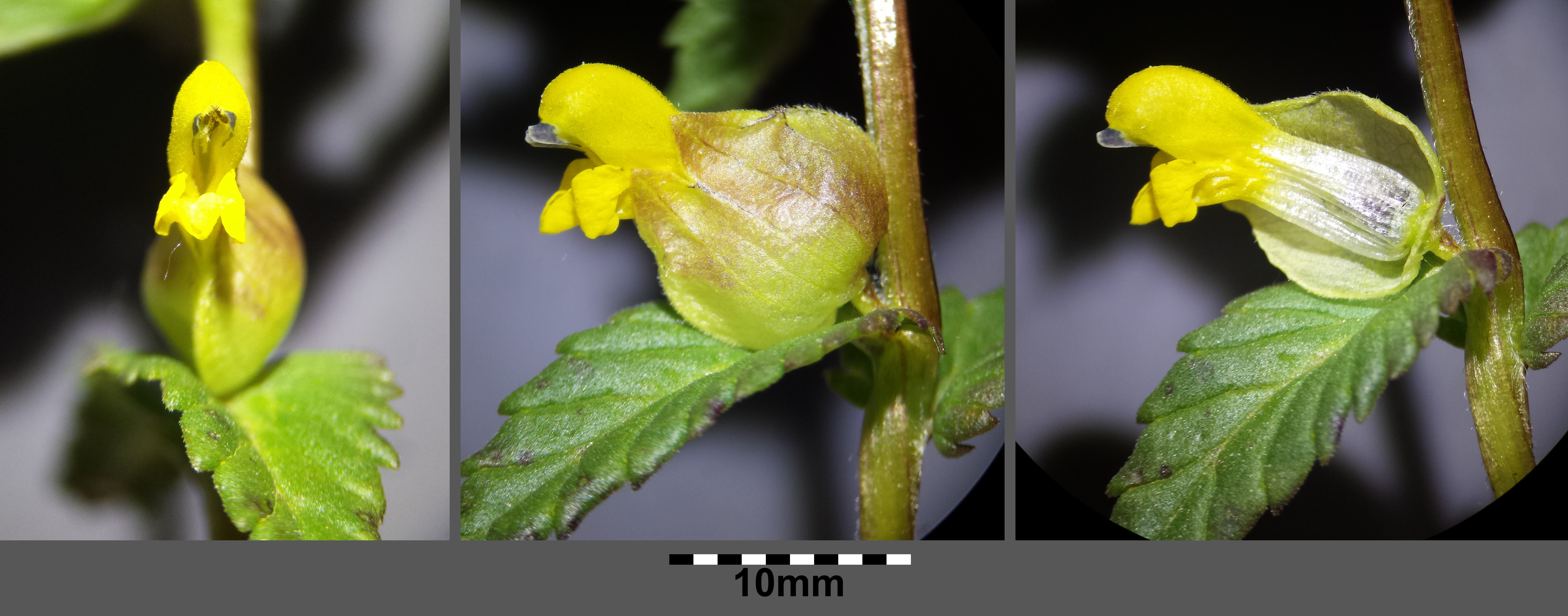
Kwiat
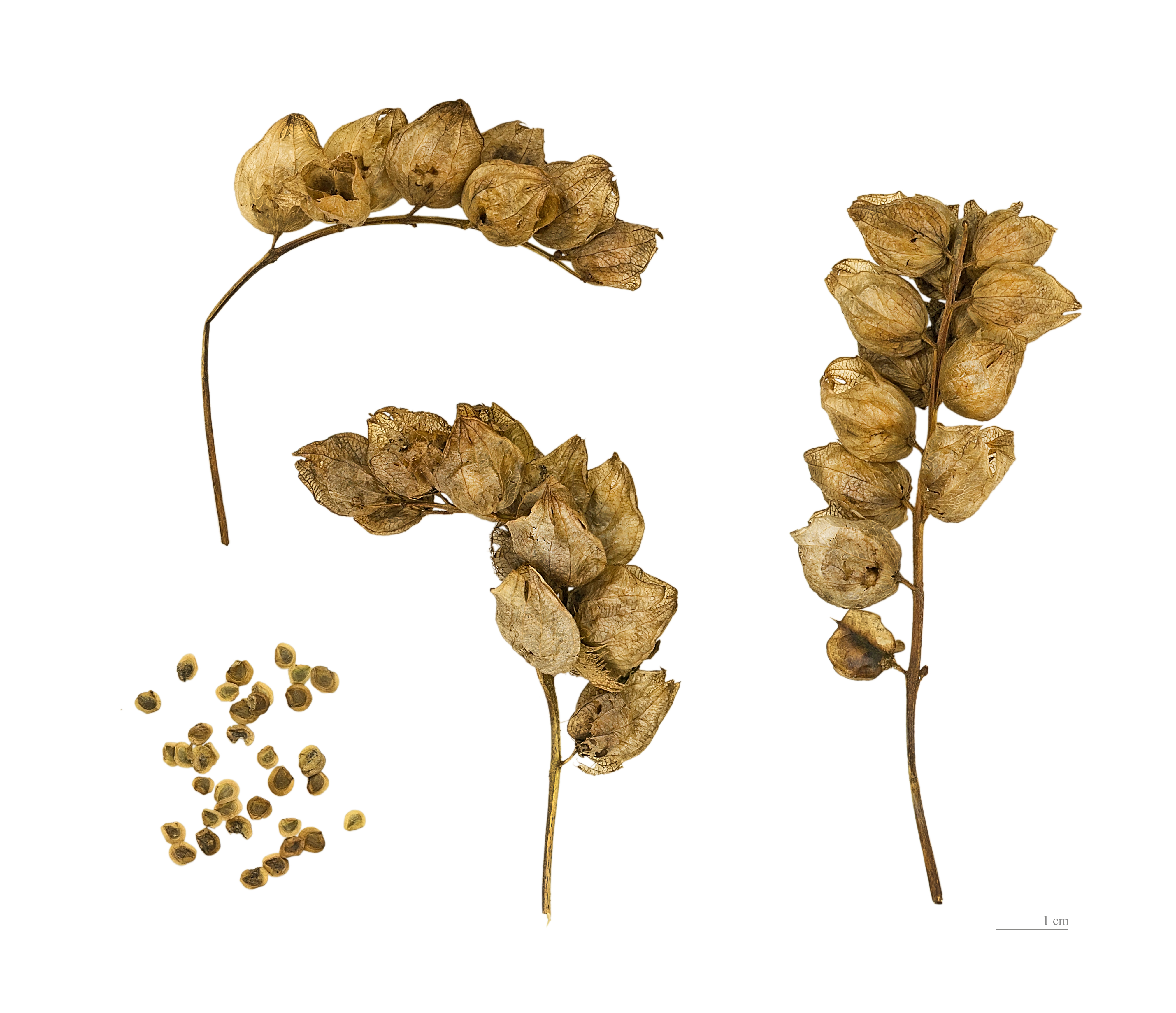
Owoce
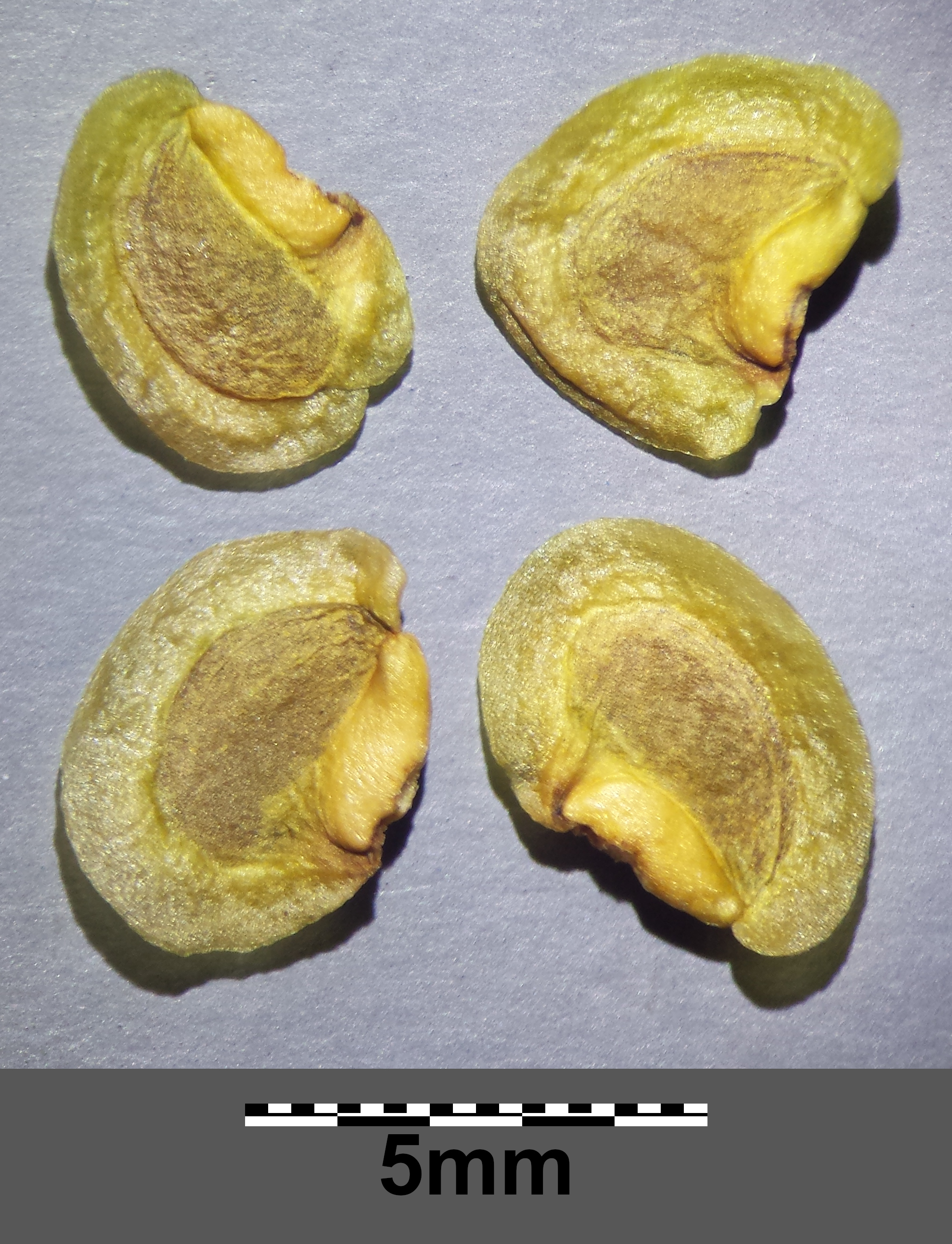
Nasiona

Gatunki podobneU innych gatunków z rodzaju szelężnik rosnących w Polsce rurka korony jest wygięta ku górze, a ząbki na brzegu korony nie są półkoliste, lecz zwykle dłuższe niż szersze, o długości ponad 1 mm. Szelężnik włochaty R. alectorolophus wyróżnia się gęstym owłosieniem kielicha, a szelężnik większy R. serotinus i Borbasa R. borbasii – zamkniętą rurką korony – warga dolna przylega do górnej (oba te gatunki różnią się ząbkami na brzegu liścia przylegającymi u pierwszego i odstającymi u drugiego).

## Systematyka
Jest to jeden z ok. 35 gatunków z rodzaju szelężnik Rhinanthus, tradycyjnie uznawany za blisko spokrewniony z szelężnikiem większym R. major (≡ R. serotinus) i dawniej też łączony z tym taksonem w jeden gatunek – R. crista-galli. Badania genetyczne wskazują jednak na bliższe pokrewieństwo R. minor z takimi gatunkami jak R. glacialis i R. rumelicus.
W obrębie gatunku opisano szereg podgatunków różniących się morfologicznie, terminami kwitnienia, preferencjami siedliskowymi i zasięgami. Nie wykazano jednak podstaw genetycznych dla takiego zróżnicowania taksonomicznego (rośliny różnych podgatunków nie różnią się genetycznie), a opisywane różnice przypisane zostały wpływowi różnych żywicieli – dominujących w różnych warunkach siedliskowych i obszarach, determinujących zmienność morfologiczną. Wskazuje się też na często niejednoznaczne, przejściowe cechy budowy roślin z różnych populacji. Niektóre cechy budowy (np. stopień rozgałęzienia pędu) zależą od czasu skiełkowania i rozwoju pędu. Analizy genetyczne wykazały wyraźną odrębność populacji śródziemnomorskich, uzasadniającą ich wyodrębnienie nawet w osobny gatunek (być może tożsamy z opisanym z Włoch Rhinanthus personatus (Behr.) Beg., różniącym się morfologicznie tylko mniej lub bardziej zamkniętą gardzielą korony). Jako osobny gatunek R. groenlandicus (Ostenf.) Chabert lub podgatunek R. minor ssp. groenlandicus (Chabert) Neuman (≡ R. minor subsp. borealis (Sterneck) Á.Löve) opisywane są rośliny występujące w północnej Europie (powyżej 60°N). Poza tym zidentyfikowano w obrębie gatunku zróżnicowanie genetyczne związane z grupami zasięgowymi: atlantycką (Wyspy Brytyjskie, Islandia, Skandynawia i kraje Beneluksu), zachodnią (głównie Francja), centralną (Europa Środkowa) oraz hiszpańską, grecką i rosyjską.
Gatunek tworzy mieszańce z szelężnikiem większym R. major (≡ R. serotinus) opisane jako R. ×fallax (Wimm. et Grab.) Sterneck. W miejscach, gdzie występują oba te gatunki obok siebie, do hybrydyzacji dochodzi bardzo szybko. Mieszańce w kolejnych pokoleniach mieszają się wstecznie niemal wyłącznie z szelężnikiem większym. W efekcie po wielu latach, na dawniej wspólnych stanowiskach, w wyniku introgresji rejestrowane są wyłącznie okazy szelężnika większego i mieszańce z wyraźną przewagą cech tego gatunku.

## Nazewnictwo
Dawniej takson ten nieodróżniany był od szelężnika większego R. major (≡ R. serotinus) i wraz z nim opisywany był jako R. crista-galli, zwany w języku polskim szelążkiem pospolitym, szelążkiem, szelężnikiem, bratczykami, dzwońcem, chroszczem, dzwońcem i grzebysznikiem. Po rozróżnieniu szelężnika większego i mniejszego oba gatunki pod tymi nazwami zostały utrwalone w ciągu XX wieku od pierwszych wydań „Roślin polskich”.
Zmienność morfologiczna i problemy z ujęciem taksonomicznym skutkowały opisaniem tego gatunku pod bardzo wieloma nazwami naukowymi – „Plants of the World online” wymienia 57 jego synonimów. Nazwa rodzajowa Rhinanthus utworzona została przez Karola Linneusza z dwóch greckich słów ρινό (rhino) = „nos” i άνθος (ánthos) = „kwiat”, w nawiązaniu do wydłużonych ząbków na brzegu górnej wargi korony kwiatowej. Nazwa gatunkowa minor znaczy po łacinie mniejszy.

## Biologia

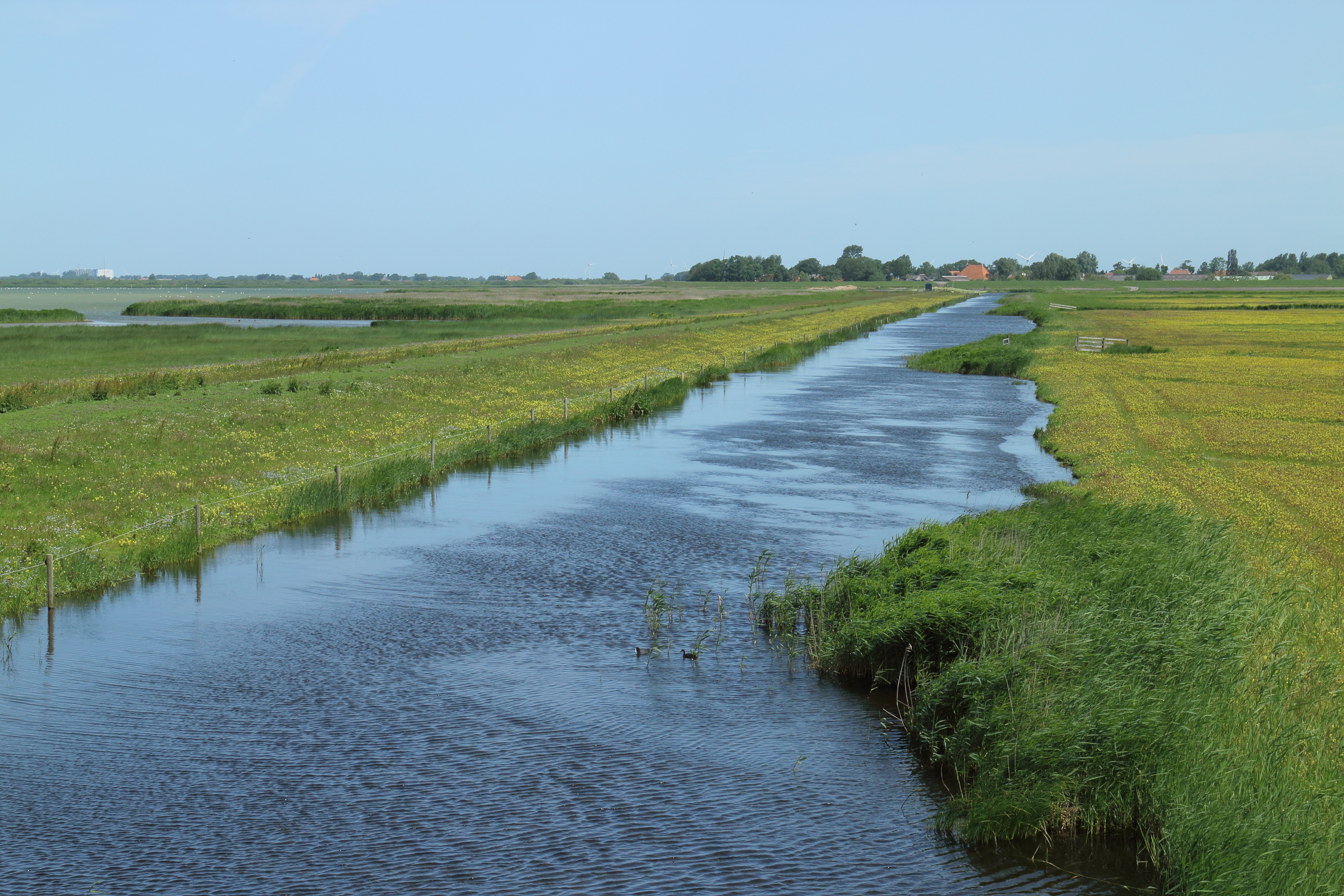
Łąki z obficie kwitnącym szelężnikiem mniejszym w Holandii

### Rozwój
Roślina jednoroczna zimująca w postaci nasion, półpasożyt. Nasiona kiełkują po przechłodzeniu zimowym od lutego do kwietnia (nasiona zebrane do siewu wymagają przechowywania przez ok. 3 miesiące w temperaturze ok. 2–3 °C, przy czym lepiej kiełkują nasiona wcześniej przetrzymywane w stanie wilgotnym niż suchym). Nasiona kiełkują w następnym roku po wysianiu, niewielka ich część zachowuje zdolność do kiełkowania przez dwa–trzy lata. Kiełkowanie jest epigeiczne. Zapas substancji odżywczej z nasiona pozwala na znaczny wzrost korzenia pierwotnego poszukującego korzeni żywiciela. Hipokotyl (osiąga do 3 mm długości i jest pokryty wielokomórkowymi włoskami gruczołowatymi) wynosi liścienie początkowo przykryte łupiną ku górze, potem po odpadnięciu łupiny liścienie się rozprostowują. W tym czasie zaczynają się rozwijać także korzenie boczne. Liścienie są siedzące i mają kształt eliptyczny, długość od 2,5 do 4,5 mm, pokryte są włoskami gruczołowatymi. Epikotylu brak. Pierwsze liście młodociane osiągają 3–4 mm i, tak jak kolejne, wyrastają parami, są siedzące i lancetowate.
Szelężnik mniejszy kwitnie od maja do września, w Polsce głównie od czerwca do sierpnia. Wyróżniane są ekotypy letnie kwitnące w maju i czerwcu oraz jesienne kwitnące od lipca do września. Kwiaty zapylane są przez owady, ale występuje też samopylność. Owoce dojrzewają począwszy od lipca, przy czym często w pękających torebkach nasiona pozostają przez kilka tygodni, przez co okres rozsiewania nasion jest długi. Na jednej roślinie powstaje bardzo zmienna liczba nasion w zależności od warunków siedliskowych i warunków pogodowych. W różnych badanych populacjach średnia liczba nasion wytwarzanych przez jedną roślinę wahała się od ok. 20 do blisko 170. Nasiona rozprzestrzeniane są przez wiatr i zwierzęta – torebki otwierają się od szczytu wyniesione w górę na sztywnych, drewniejących łodygach i diaspory wytrząsane są przy silniejszych podmuchach lub potrąceniach rośliny. Dodatkowo działanie wiatru wzmacnia skrzydełko otaczające nasiono. Tym niemniej nasiona trafiają dość blisko rośliny macierzystej – 90% kiełkuje w odległości do 1 m od niej. Przypuszcza się, że pewne znaczenie w rozprzestrzenianiu nasion ma także woda. Na pewno z kolei przyczynia się do ich rozprzestrzeniania koszenie siana i jego przemieszczanie.

### Właściwości fizykochemiczne
Roślina uznawana jest za lekko trującą, za względu na zawartość glikozydu rinantyny. Jednak właściwości toksyczne nie są wyjaśnione, a eksperymenty z żywieniem królików i spożywaniem ziela przez jednego z badaczy nie wykazały skutków negatywnych. Inne źródła wskazują na negatywne oddziaływanie na zwierzęta, zwłaszcza konie, objawiające się: sennością, osłabieniem, oszołomieniem, zwolnieniem pracy serca, rzadziej krwiomoczem, kolką i biegunką. W przypadku bydła zarejestrowano toksyczne działanie szelężnika mniejszego na mikroorganizmy występujące w żwaczu, jednak tylko gdy udział tego gatunku w pożywieniu przekraczał 50%.

### Genetyka
Liczba chromosomów 2n = 22. Masa DNA jądrowego wynosi 7,9 pg.

## Ekologia

### Siedlisko
Rośliny tego gatunku zasiedlają łąki i murawy, zwykle ekstensywnie użytkowane i niewypasane, na różnego rodzaju glebach mineralnych – piaszczystych i gliniastych, także nakredowych; rzadziej rosną na glebach torfowych – nie znoszą gleb silnie kwaśnych, poniżej pH 5. Rzadziej obecne są na przydrożach, wydmach i w zagłębieniach międzywydmowych, polach i odłogach. Unikają gleb szkieletowych i stromych zboczy. Nie tolerują zacienienia, stąd zasiedlają tylko miejsca otwarte, bezdrzewne. Nie rosną też w miejscach suchych, utrzymują się natomiast w miejscach zalewanych w okresie zimowym i na terenach źródliskowych, o wysokim poziomie wody także w okresie letnim. Wpływ okresowych deficytów wody na szelężniki jest łagodzony przez wykorzystywanie zasobów żywicieli, z reguły szybciej w efekcie więdnących niż rośliny na nich pasożytujące. Szelężniki w warunkach ograniczonego dostępu do wody zwykle wyróżniają się bardziej zaczerwienioną łodygą, przysadkami i kielichem.
W górach rośliny te sięgają do 1467 m n.p.m. w Tatrach, do 1260 m w Gorcach i nieco ponad 1100 na Babiej Górze i w Bieszczadach. W południowej części zasięgu sięgają wyżej – do 2300 m n.p.m. w Alpach i 2100 na Półwyspie Iberyjskim.
W klasyfikacji zbiorowisk roślinnych Europy Środkowej jest to gatunek charakterystyczny dla Ass. Molinio-Arrhenatheretea. Zasiedla bardzo zróżnicowane zbiorowiska z tej klasy, przy czym te, w których rejestrowany jest szelężnik mniejszy, z reguły cechują się znacznym zróżnicowaniem gatunkowym. Poza licznymi, pospolitymi gatunkami łąkowymi często towarzyszą szelężnikowi rośliny typowe dla łąk i muraw ekstensywnie użytkowanych, takie jak: drżączka średnia Briza media, brodawnik zwyczajny Leontodon hispidus, komonica zwyczajna Lotus corniculatus, kosmatka polna Luzula campestris, chaber ciemny Centaurea nigra. W obrębie zbiorowisk szelężnik mniejszy rośnie z bardzo różnym zagęszczeniem wynoszącym od pojedynczych okazów na 1 m² po ponad stu roślin na takiej powierzchni (wyjątkowo do kilkuset, z rekordowym udokumentowanym zagęszczeniem wynoszącym 4,3 tys. osobników na 1 m²); w odpowiednich warunkach siedliskowych często populacje są bardzo liczne.
Szelężnik mniejszy źle znosi koszenie – zarówno ścięcie niewielkiej, jak i większej części pędu nie indukuje powstawania nowych rozgałęzień, a mocno ścięte pędy nie odrastają. Bronowanie łąk (przerywanie darni) przed wysianiem szelężnika sprzyja liczniejszemu pojawianiu się roślin tego gatunku (duże zwarcie darni utrudnia rozwój jego siewek). Podobnie zastosowanie herbicydów ograniczających wzrost traw (graminicydów) sprzyjało lepszemu wzrostowi szelężnika. Ponieważ gatunek nie tworzy trwałego banku nasion, jest bardzo wrażliwy na intensyfikację użytkowania łąk i muraw. Krytycznie istotna dla zachowania gatunku w składzie użytków zielonych jest możliwość corocznego zawiązania i rozrzucenia nasion – nawet jednorazowe wcześniejsze koszenie lub intensywny wypas mogą spowodować eliminację gatunku. Także silne nawożenie łąk, przyśpieszające wzrost traw i zwiększające w efekcie zwarcie darni, ogranicza występowanie szelężnika (aczkolwiek nielicznie wyrastające czasem w takich warunkach rośliny tego gatunku są zwykle większe i bardziej plenne). Gatunek eliminowany jest także z pastwisk, zwłaszcza w przypadku wczesnego i intensywnego wypasu.

### Oddziaływania międzygatunkowe
Półpasożytnictwo
Szelężnik mniejszy jest fakultatywnym półpasożytem korzeniowym. Jako roślina zielona zdolna do samożywności może rozwijać się samodzielnie, ale w takiej sytuacji z reguły osiąga mniejsze rozmiary (pędy są nierozgałęzione, o wysokości 5–7,5 cm), ma obniżoną żywotność i zawiązuje wyraźnie mniej nasion lub w ogóle nie kwitnie. Samożywność wykorzystywana jest w przypadku tego gatunku do wzrostu systemu korzeniowego wyszukującego żywiciela oraz wspierania rozwoju rośliny w sytuacji, gdy znalezieni żywiciele są mało wydajni ze względu na ich biologię, wiek, warunki siedliskowe lub intensywne wykorzystanie także przez inne półpasożyty. Jeden szelężnik przysysa się swoimi ssawkami korzeniowymi zwykle do czterech różnych żywicieli (ich liczba waha się od jednego do co najmniej siedmiu). Im bardziej zróżnicowani żywiciele, tym zwykle lepsza jest kondycja szelężników – rośliny te w zbiorowiskach bardzo ubogich gatunkowo są z reguły słabiej rozwinięte w porównaniu do okazów rozwijających się w sąsiedztwie różnych gatunków. Infekowane mogą być rośliny reprezentujące co najmniej 50 gatunków z 18 rodzin (tyle naliczono w kilku badaniach wykonanych w Wielkiej Brytanii i Europie Środkowej), przy czym najczęściej żywicielami są trawy (16 gatunków) i bobowate (11 gatunków). Żywiciele reprezentują różne formy życiowe – od roślin jednorocznych przez byliny po drzewiaste. Różne gatunki żywicieli w różny sposób wpływają na siłę wzrostu szelężnika i odwrotnie – różnie reagują na jego pasożytnictwo. Z reguły bardzo korzystnie na siłę wzrostu pasożyta działają bobowate. Z kolei niektórzy żywiciele dają bardzo małe korzyści pasożytom i rośliny z nimi związane rosną niemal równie marnie, jak okazy zmuszone do rozwoju wyłącznie dzięki autotrofii; do przykładów takich roślin należą jastrun właściwy Leucanthemum vulgare i babka lancetowata Plantago lanceolata. Wybór żywiciela przez korzenie szelężnika wydaje się być przypadkowy i w efekcie na prawdopodobieństwo infekcji najbardziej narażone są rośliny o najbardziej rozbudowanych systemach korzeniowych. Skutkiem obecności szelężników w zbiorowisku jest osłabienie żywicieli i stworzenie warunków do rozwoju roślin mniej konkurencyjnych, a tym samym ogólne zwiększenie zróżnicowania florystycznego zbiorowisk roślinnych. Zarejestrowano jednak także sytuacje, gdy gatunki odporne na pasożytnictwo szelężników (babka lancetowata i jastrun) zdominowały zbiorowisko i w efekcie zmniejszyły jego zróżnicowanie gatunkowe. W niektórych doświadczeniach wsianie szelężnika mniejszego do zbiorowisk łąkowych nie tylko nie skutkowało zwiększeniem ich zróżnicowania gatunkowego, ale wręcz spowodowało ograniczenie udziału gatunków wrażliwych na jego obecność (takich jak marchew zwyczajna Daucus carota i klinopodium pospolite Clinopodium vulgare).
Poprzez przyssawki korzenie szelężnika łączą się z korzeniami żywiciela, nawiązując kontakt z elementami przewodzącymi drewna. Pozyskują od żywicieli rozpuszczone w przewodzonej wodzie sole mineralne, zredukowane azotany, niewielkie ilości związków organicznych z węglem i aminokwasy. Brak dowodów natomiast na korzystanie z asymilatów przewodzonych przez łyko. Żeby pozyskiwać roztwory z drewna żywiciela, szelężnik musi utrzymywać niższy od niego potencjał osmotyczny, co uzyskiwane jest przez wysokie stężenia w komórkach mannitolu oraz jonów nieorganicznych, zwłaszcza potasu, magnezu i sodu. W przypadku niektórych gatunków (np. przetacznika ożankowego Veronica chamaedrys i babki lancetowatej Plantago lanceolata) stwierdzono nie tylko bardzo małe korzyści uzyskiwane przez szelężnika, ale w dodatku przynajmniej okresowo to „żywiciel” pozyskuje węgiel od „pasożyta” przez jego własne ssawki. U niektórych gatunków zaobserwowano też skuteczne mechanizmy obronne przed ssawkami szelężnika polegające na szybkim obumieraniu komórek otaczających ssawkę, zwanym „reakcją nadwrażliwości” (u babki lancetowatej) oraz enkapsulacji (uszczelnieniu) ssawki za pomocą ligniny (w przypadku jastruna właściwego).
Zapylacze
Głównymi zapylaczami są trzmiele i trzmielce z rodzaju Bombus, a według niektórych autorów kwiaty bywają odwiedzane także przez: pszczołę miodną Apis mellifera, szczerklinę piaskową Ammophila sabulosa i miesierki Megachile. Owady wabione są nektarem wydzielanym u nasady zalążni. Zapylenia krzyżowego dokonują prawdopodobnie tylko gatunki lądujące na dolnej wardze kwiatu – trzmiel rudonogi Bombus ruderarius i ogrodowy B. hortorum. Gatunki lądujące na górnej wardze i sięgające po nektar głową w dół sprzyjają samozapyleniu (np. trzmiel gajowy B. lucorum, łąkowy B. pratorum i kamiennik B. lapidarius). Trzmiel gajowy wygryza czasem otwory w rurce korony i wykrada nektar, nie dokonując zapylenia (z otworów tych korzystają później też inne gatunki).
Roślinożercy
Szelężnik mniejszy jest zwykle unikany przez duże zwierzęta roślinożerne, wyjątkiem jest bydło domowe. Na roślinach żerują gąsienice kilku gatunków zwójkowatych – na różnych organach stwierdzane są gąsienice Gynnidomorpha permixtana, a nasionami żywią się: Falseuncaria ruficiliana i Endothenia marginana. Kwiatami i owocami żywią się gąsienice Anania fuscalis (omacnicowate), Eupithecia subumbrata i Perizoma albulata (miernikowcowate). Na roślinach żerują poza tym chrząszcze z rodzaju Apteropeda, muchówki z gatunku Phytomyza varipes, pluskwiaki Hyperomyzus rhinanthi.
Patogeny grzybowe i lęgniowe
Rośliny porażane są przez Plasmopara densa (wroślikowate), Podosphaera fuliginea (mączniakowate), Coleosporium tussilaginis, C. rhinanthacearum i C. euphrasiae (pęcherzycowate), Phoma deusta (Didymellaceae), Leptotrochila lugubris (Drepanopezizaceae), Heterosphaeria umbilicata (Heterosphaeriaceae), Doassansia rhinanthi (Doassansiaceae), Leptosphaeria affinis (Leptosphaeriaceae), Sarcopodium circinatum (incertae sedis w obrębie workowców).
Mikoryza
Gatunek nie tworzy mykoryzy.

## Znaczenie użytkowe
Szelężnik mniejszy ograniczając biomasę roślin innych gatunków (z reguły silnie rosnących, wysokich, rozrastających się wegetatywnie) umożliwia występowanie na łąkach roślin mniej konkurencyjnych, w efekcie zwiększając zróżnicowanie gatunkowe ekosystemów. Z tego powodu uważany jest (wraz z innymi półpasożytami) za gatunek kluczowy odtwarzanych łąk (też tzw. łąk kwietnych tworzonych lub utrzymywanych dla ochrony różnorodności gatunkowej roślin i bezkręgowców) – w ciągu minionego wieku silnie przeobrażonych i zubożonych biologicznie z powodu intensyfikacji użytkowania i nawożenia. Ze względu na ograniczanie biomasy zbiorowisk trawiastych gatunek wprowadzany był do nich (eksperymentalnie) w pasach drogowych autostrad belgijskich w celu ograniczenia wzrostu traw i tym samym kosztów utrzymania.
Rośliny przed owocowaniem są chętnie spożywane przez bydło i uważane są za dobrą paszę tuczącą. W czasie owocowania pędy drewnieją i rośliny wpływają w tym czasie negatywnie na wartość i jakość siana. W gospodarce łąkarskiej, mającej na celu produkcję paszy z wysoko wydajnych roślin pastewnych, szelężnik, który je osłabia, uważany jest za chwast. Zmniejszenie produktywności łąk z powodu udziału szelężnika wynosi od 8% do 73%. Gatunek uważany jest przy tym także za roślinę trującą dla zwierząt. Dawniej gatunek opisywano jako „bardzo nieużyteczną roślinę” niszczącą „rośliny użyteczne”, posądzano go też o to, że „wychudza rolę, pociągając w siebie wszystkie jej tłuste cząstki”.
Zanieczyszczenie ziarna zboża nasionami szelężnika powoduje po ich zmieleniu, że mąka ma czerwonawe lub fioletowobrązowe zabarwienie i nieprzyjemny smak. Pogarsza się smak także masła wyprodukowanego z mleka krów wypasanych na pastwiskach z obficie występującym szelężnikiem mniejszym.
Ze względu na zawartość saponin rośliny tego gatunku wykorzystywane bywają w ziołolecznictwie. Stosowane są w przypadku astmy i suchego kaszlu, do rozluźnienia wydzieliny z górnych dróg oddechowych i przemywania oczu. Ziele stosowane było dawniej także w przypadku padaczki.

## Uprawa
Nasiona szelężnika kiełkują po przechłodzeniu w okresie zimowym, stąd najlepiej wysiać je bezpośrednio po zbiorze, ewentualnie przechowywane powinny być w chłodzie (w temperaturze 2–3 °C) przez trzy miesiące. W przypadku tworzenia łąk kwietnych lub odtwarzania zróżnicowania gatunkowego łąk istniejących zaleca się wysianie szelężnika przynajmniej rok przed innymi gatunkami w celu ograniczenia rozwoju silnie konkurencyjnych roślin. Odpowiednie namnożenie się szelężników i osiągnięcie znaczącego efektu ekologicznego następuje zwykle po trzech latach od wysiewu, przy czym czas ten można skrócić stosując większe ilości nasion (ponad 0,5 kg na 1 hektar). Dla utrzymania udziału szelężnika na łące o gęstej darni konieczne jest jej rozluźnianie – optymalne jest tworzenie w niej luk o średnicy ok. 30 cm, ewentualnie bronowanie łąk.